# Ondřej Starosta
Ondrej Starosta es un jugador de baloncesto, que ocupa la posición de pívot. Nació el 28 de mayo de 1979 en Praga, República Checa. Actualmente milita en el Grupo Iruña Navarra de la liga LEB Oro de España.

## Características como jugador
Starosta posee una gran envergadura de brazos que le convierte en un jugador que dota al equipo de una importante presencia intimidatoria en la zona defensiva. Además el checo ofensivamente sabe obtener provecho de sus recursos, sobre todo si recibe el balón en la pintura cerca del aro o tras rebote ofensivo, sacando muchas acciones de canasta y adicional a sus defensores. A pesar de su altura corre el contrataque en numerosas ocasiones lo que le hace ser difícilmente defendible por pívots de la misma estatura.

## Trayectoria deportiva
- 1995/98  NBL Slavia Praha
- 1998/00  NBL BC Sparta Praha
- 2000/01  EBA. Real Madrid
- 2001/02  BLB. RBC Verviers-Pepinster
- 2002/03  LNB. Le Mans Sarthe Basket
- 2003/04  LNB. Saint Quentin
- 2004/05  LNB. Espe Chalons-en-Champagne
- 2005/06  LNB. SIG Strasbourg
- 2006/07  NBA. Cleveland Cavaliers (Veteran Camp)
- 2006/08  LEB. Basket Zaragoza 2002
- 2008/09  ACB. Basket Zaragoza 2002
- 2008/09  LEB Oro. Plus Pujol Lleida
- 2009/10  LEB Oro. Melilla Baloncesto
- 2010/11  LEB Oro. Aguas de Sousas Ourense
- 2011/12  LEB Oro. Grupo Iruña Navarra